# قائمة عمليات تبادل الأسرى بين العرب وإسرائيل
قائمة عمليات تبادل الأسرى بين العرب وإسرائيل، هي جمهورية مصر العربية عام 1948؛ أم فلسطينيا، فكانت الجبهة الشعبية لتحرير فلسطين، وهي إحدى فصائل منظمة التحرير الفلسطينية، عام 1968. وإلى الحين، وصلت مجمل تلك العمليات إلى أكثر من ثلاثين عملية.

## قائمة عمليات التبادل حسب العقد

### عقد 1940 و1950
بعد حرب عام 1948 أجرت إسرائيل عمليات تبادل مع مصر والأردن وسوريا ولبنان، حيث كان في أيدى المصريين (156) جنديا إسرائيلياً، وفي أيدى الأردنيين (673) جنديا، ومع السوريين (48) جنديا، ومع لبنان (8) جنود، أما إسرائيل فكانت تحتجز (1098) مصريا، (28) سعوديا، (25) سودانيا، (24) يمنيا، (17) أردنيا، (36) لبنانيا، (57) سوريا و(5021) فلسطينيا.
وقد نفذت إسرائيل عمليات التبادل مع كل دولة تحتجز إسرائيليين على انفراد، فعقدت صفقة الفالوجة مع مصر بتاريخ 27 فبراير 1949، ومع لبنان في بين 3 مارس و 4 أبريل 1949، وكانت الصفقة الأخيرة مع سوريا بتاريخ 21 يوليو 1949.
بتاريخ 30 سبتمبر 1954 أسرت القوات المصرية عشرة ملاحين إسرائيليين على متن السفينة (بت جاليم) في قناة السويس، وبعد تدخل مجلس الأمن أطلق سراح العشرة في 1 يناير 1955.
في شهر ديسمبر من عام 1954 أسر السوريون خمسة جنود إسرائيليين توجهوا إلى مرتفعات الجولان في مهمة خاصة، وقد انتحر أحدهم في سجنه بسوريا ويدعى (أورى أيلان) وفي 14 يناير 1955 أرجعت جثته لإسرائيل، والأربعة الآخرون هم مائير موزس، يعقوب ليند، جاد كستلنس، مائير يعقوبى وقد أرجعوا لإسرائيل في 30 مارس 1956 بعد أسر دام 15 شهرا، وأفرجت إسرائيل في المقابل عن 41 أسيراً سورياً.
في 21 يناير 1957 بدأت الصفقة الرابعة وانتهت بتاريخ 5 فبراير 1957، وأطلق بموجبها سراح 5500 مصري كانت قد أسرتهم إسرائيل في حرب عام 1956، وقد أرجعوا إلى مصر مع جنود مصريين آخرين مقابل إفراج مصر عن أربعة جنود إسرائيليين كانت قد أسرتهم في نفس الحرب.

### عقد 1960
في 17 مارس 1961 م، سيطر جنود من لواء جولاني على مواقع سورية شمال كيبوتس (عين جيف)، وقد أسر السوريون جنديين إسرائيليين خلال الهجوم وأرجعوهما لاحقاً.
في 12 ديسمبر 1963 جرت عملية تبادل بين إسرائيل وسوريا وتم بموجبها إطلاق سراح 11 جنديا ومدنياً إسرائيلياً مقابل 15 أسير سوري.
في حرب يونيو عام 1967 سقط بأيدى القوات العربية 15 جندياً إسرائيلياً، منهم 11 بأيدى المصريين بينهم ستة من أعضاء كوماندو بحري أسروا خلال هجومهم على ميناء الإسكندرية، وهناك طياران والبقية أعضاء في شبكة تجسس، واحد بأيدي السوريين، 2 بأيدي العراقيين وواحد في أيدي اللبنانيين، بينما سقط في يد إسرائيل 4338 جنديا مصريا بالإضافة إلى 899 مدنياً و533 جنديا أردنيا و366 مدنيا، و367 جنديا سوريا و205 مدنيين سوريين.
وقد بدأت عملية التبادل في 15 يونية 1967، وانتهت بتاريخ 23 يناير 1968، كما أفرج خلال عملية التبادل عن طيارين إسرائيليين في العراق وهما (يتسحاق جولان - وجدعون درور)، وقد وقعا في الاسر بعد أن قصفا مطار H3 العسكري في غرب العراق، وأفرجت إسرائيل مقابل ذلك عن 428 أردنياً.
ومع السوريين أفرجت حكومة إسرائيل عن 572 سوريا مقابل طيار وجثث ثلاثة جنود إسرائيليين آخرين، ومن الجدير ذكره أن دمشق رفضت - ولحتى الآن - تسليم جثة الجاسوس الإسرائيلى الشهير (إيلى كوهين) الذي أعدم شنقاً في دمشق عام 1968.
في 2 أبريل 1968، جرت عملية تبادل مع الأردن، حيث أفرجت إسرائيل عن 12 أسيراً، بينما سلمت الأردن لإسرائيل جثة جندى كان قد قتل في معركة الكرامة، بينما لا زال جنديان آخران مفقودين حتى الآن وتابوتان يحتويان على تراب.
في تاريخ 23 يوليو 1968 جرت أول عملية تبادل بين منظمة التحرير الفلسطينية وإسرائيل وذلك بعد نجاح مقاتلين فلسطينيين من الجبهة الشعبية لتحرير فلسطين قامت إحدى فصائل منظمة التحرير الفلسطينية بقيادة يوسف الرضيع وليلى خالد باختطاف طائرة إسرائيلية تابعة لشركة العال، والتي كانت متجهة من روما إلى تل أبيب وأجبرت على التوجه إلى الجزائر وبداخلها أكثر من مائة راكب، وكانت أول طائرة إسرائيلية تختطف آنذاك، وتم إبرام الصفقة مع دولة إسرائيل من خلال الصليب الأحمر الدولي وأفرج عن الركاب مقابل 37 أسيراً فلسطينياً من ذوي الأحكام العالية من ضمنهم أسرى فلسطينيين كانوا قد أسروا قبل العام 1967م.
في نهاية 1969 خطفت مجموعة من الجبهة الشعبية لتحرير فلسطين بقيادة ليلى خالد طائرة العال الإسرائيلية وكان مطالب الخاطفين الإفراج عن الأسرى في سجون إسرائيل وحطت الطائرة في بريطانيا وقتل خلالها أحد افراد المجموعة الخاطفة ويدعى باتريك اورغويللو بينما تم اعتقال ليلى خالد، وبعدها تم اختطاف طائرة بريطانية من قبل مجموعة تتبع لنفس التنظيم وأجريت عملية تبادل أطلق بموجبها سراح ليلى خالد.

### عقد 1970
في بداية عام 1970 وقع بأيدى المصريين 12 جندياً إسرائيلياً ووقع ثلاثة آخرون بأيدي السوريين، وفي 16 أغسطس 1970 أرجعت مصر لإسرائيل طيارا مصابا، وفي 29 مارس 1971 أفرجت مصر عن جندي آخر مقابل الإفراج عن عدد محدود جداً من الجنود والمدنيين المصريين.
بتاريخ 28 يناير 1971 جرت عملية تبادل أسير مقابل أسير ما بين حكومة إسرائيل وحركة فتح إحدى فصائل منظمة التحرير الفلسطينية، وأطلق بموجبها سراح الأسير (محمود بكر حجازي) مقابل إطلاق سراح الجندي الإسرائيلي (شموئيل فايز) والذي اختطفته حركة فتح في أواخر العام 1969م. وأجريت عملية التبادل في رأس الناقورة برعاية الصليب الأحمر.
وفي أوائل مارس 1973 م جرت عملية تبادل مع سوريا، حيث أفرجت إسرائيل عن خمسة ضباط سوريين كانت قد اختطفتهم من جنوب لبنان خلال مهمة استطلاع عسكرية، إضافة إلى (كمال كنج أبو صالح)، عضو مجلس الشعب السوري سابقا، مقابل إطلاق سراح أربعة طيارين إسرائيليين كانوا بحوزة السوريين.
في 3 يونيو 1973 أفرجت سوريا عن ثلاثة طيارين إسرائيليين وهم (جدعون ماجين - بنحاس نحماني - بوعاز ايتان) بعد أن احتجزوا لمدة ثلاث سنوات في الأسر، وأفرجت إسرائيل مقابلهم عن (46) أسيراً سورياً.
وفي حرب عام 1973، وقع بأيدي المصريين 242 جندي إسرائيلي، ومع سوريا 68 جنديا، من بينهم ثلاثة اسروا خلال فترة وقف إطلاق النار، ومع لبنان 4 جنود، بينما وقع في أيدي إسرائيل 8372 جنديا مصريا منهم 99 خلال وقف إطلاق النار، و 392 سوريا، و 6 من المغرب، و 13 عراقي، وقد تمت الصفقة مع مصر بين 15 و 22 نوفمبر 1973 حيث أطلقت مصر سراح 242 جندياً وضابطاً إسرائيلياً، مقابل أن أطلقت إسرائيل سراح ما تحتجز لديها من جنود وضباط مصريين.
ومع سوريا تمت صفقة التبادل بين 1 و 6 بونيو 1974 وفي هذه الصفقة أفرجت إسرائيل عن 392 سورياً وستة مغاربة وعشرة عراقيين مقابل إطلاق سراح سوريا 58 أسيراً إسرائيلياً.
وفي مارس 1974 أفرجت إسرائيل عن 65 أسيرًا مصرياً وفلسطينيًّا مقابل إطلاق سراح جاسوسين إسرائيليين في مصر.
وفي 4 أبريل 1975 أرجعت مصر لإسرائيل جثث ورفات 39 جندياً، وأفرجت إسرائيل بالمقابل عن 92 أسيراً من سجونها.
بتاريخ 14 مارس 1979 جرت عملية تبادل الليطاني أو كما سميت (عملية النورس) بين إسرائيل ومنظمة التحرير الفلسطينية، حيث أطلقت الجبهة الشعبية لتحرير فلسطين - القيادة العامة وهي إحدى فصائل منظمة التحرير الفلسطينية سراح جندي إسرائيلي كانت قد أسرته في عملية الليطاني بتاريخ 5 أبريل 1978 حينما تم مهاجمة شاحنة إسرائيلية في كمين قرب صور وهو ليس بعيداً عن مخيم الرشيدية فقتل آنذاك أربعة جنود إسرائيليين وأسر واحد من قوات الاحتياط هو (أبراهام عمرام)، وأفرجت إسرائيل بالمقابل عن 76 معتقلاً من كافة فصائل الثورة الفلسطينية وكانوا في سجونها، من ضمنهم 12 فتاة فلسطينية.

### عقد 1980
في منتصف شباط 1980 أطلقت حكومة إسرائيل سراح الأسير (مهدي بسيسو)، مقابل إطلاق سراح مواطنة عملت جاسوسة لصالح إسرائيل كانت محتجزة لدى حركة التحرير الوطني الفلسطيني - فتح، وتمت عملية التبادل في قبرص وباشراف اللجنة الدولية للصليب الأحمر.
في 23 نوفمبر 1983م عملية تبادل جديدة ما بين حكومة إسرائيل وحركة التحرير الوطني الفلسطيني - فتح إحدى فصائل منظمة التحرير الفلسطينية وكان قائد المجموعة هو الشهيد حليم حمودة ومعه إبراهيم حنيحن ومحموعة أخرى وفي تلك العملية أطلقت إسرائيل سراح جميع أسرى معتقل أنصار في الجنوب اللبناني وعددهم (4700) أسير فلسطيني ولبناني، و (65) أسيراً من السجون الإسرائيلية مقابل إطلاق سراح ستة جنود إسرائيليين من قوات (الناحال) الخاصة أسروا في منطقة بحمدون في لبنان من قبل منظمة التحرير الفلسطينية (حركة فتح) بتاريخ 4/9/1982 وهم (الياهو افوتفول - داني جلبوع - رافي حزان - روبين كوهين - ابراهام مونتبليسكي - آفي كورنفلد)، فيما أسرت الجبهة الشعبية القيادة العامة جنديين آخرين.
وفي 26/6/1984 م أعادت إسرائيل ثلاثة جنود من جنودها هم (جيل فوجيل - ارئيل ليبرمان - يوناثان شلوم) وخمس جثث لجنود آخرين كانوا قد أسروا من قبل سوريا، مقابل الإفراج عن (291) جندي سوري و (85) أسير لبناني من المقاومة الوطنية اللبنانية و 13 أسير عربي سوري من الجولان السوري، معتقلين منذ العام 1973 (بشرط بقائهم في الجولان) ورفات 74 جندي آخر.
في 20 مايو 1985م أجرت إسرائيل عملية تبادل مع الجبهة الشعبية لتحرير فلسطين - القيادة العامة، وهي إحدى فصائل منظمة التحرير الفلسطينية، والتي سميت بعملية الجليل وأطلقت إسرائيل بموجبها سراح 1155 أسيراً كانوا محتجزين في سجونها المختلفة، منهم (883) أسير كانوا محتجزين في السجون الإسرائيلية، و 118 أسيراً كانوا قد خطفوا من معتقل أنصار في الجنوب اللبناني أثناء تبادل العام 1983 مع حركة فتح، و 154 معتقلاً كانوا قد نقلوا من معتقل أنصار إلى معتقل عتليت أثناء الانسحاب الإسرائيلي من جنوب لبنان مقابل ثلاثة جنود كانوا بقبضة الجبهة الشعبية وهم الرقيب أول (حازي يشاي) وهو يهودي من أصل عراقي وقد اسر خلال معركة السلطان يعقوب في 11 يونيو1982 حينما كان يقود إحدى الدبابات ضمن رتل من الدبابات الإسرائيلية، فضلت دبابته طريقها فأطلقت عليها مجموعة من الجبهة الشعبية - القيادة العامة قذائف آر بي جي مما أدى لإصابتها وبعدها شاهدوا جندياً يفر من داخلها فتمكنوا من أسره ونقله لمكان آخر، والجنديان الآخران هما (يوسف عزون ونسيم شاليم) أحدهما من أصل هنغاري والآخر يهودي من أصل مصري، وقد أسرا في بحمدون بلبنان بتاريخ 4 سبتمبر 1982، مع ستة جنود آخرين كانوا بحوزة حركة فتح وأطلق سراحهم ضمن عملية تبادل للأسرى عام 1983، حيث أن مجموعة مشتركة من حركة فتح ومن الجبهة الشعبية تمكنت من أسر ثمانية جنود إسرائيليين.
في 11 سبتمبر 1985م أفرجت إسرائيل عن 119 لبنانيا معتقلين في سجن عتليت، ليرتفع بذلك عدد المعتقلين اللبنانيين المفرج عنهم منذ 4 يونيو 1985 م إلى (1132)، وذلك مقابل إطلاق سراح 39 رهينة أمريكية كانوا محتجزين على متن طائرة بوينغ أمريكية تابعة لشركة (تى دبليو إي) في يونيو من العام ذاته، إحتجزتهم منظمة أطلقت على نفسها الجهاد الإسلامي، كما أفرجت ميليشيا جيش لبنان الجنوبي (المتعاونة مع إسرائيل) عن 51 معتقلاً لبنانياً من سجن الخيام، وقامت إسرائيل أيضاً بتسليم رفات تسعة مقاتلين من حزب الله.

### عقد 1990
كان العام 1991 قد شهد عمليتي تبادل بين حزب الله وإسرائيل، الأولى تمت في 21 يناير 1991، وأفرجت إسرائيل بموجبها عن 25 معتقلاً من معتقل الخيام بينهم امرأتان، والثانية بتاريخ 21 سبتمبر 1991 وأفرجت إسرائيل عن 51 أسيراً من معتقل الخيام مقابل استعادتها لجثة جندي إسرائيلي كانت محتجزة لدى حزب الله.
وفي 13 سبتمبر 1991 استلمت إسرائيل جثة الجندي الدرزي (سمير أسعد) من بيت جن، والذي كانت تحتجزها الجبهة الديمقراطية لتحرير فلسطين إحدى فصائل منظمة التحرير الفلسطينية منذ العام 1983، في مقابل سماح إسرائيل بعودة أحد مبعدي الجبهة وهو (النقابي علي عبد الله / أبو هلال) من أبو ديس والذي أبعدته إسرائيل في العام 1986.
في 21 أكتوبر 1991 م أفرجت حركة الجهاد الإسلامي الفلسطينية عن أستاذ الرياضيات في الجامعة الأمريكية في بيروت (جيسى تيرتر)، في مقابل إطلاق إسرائيل سراح 15 معتقلا لبنانيا بينهم 14 من سجن الخيام.
وفي 21 يوليو 1996 م، أُرجِعت لإسرائيل رفات الجنديين (يوسف بينيك ورحاميم الشيخ)، وأفرجت إسرائيل في المقابل عن رفات 132 لبنانياً استشهدوا في اشتباكات مع القوات الإسرائيلية إلى السلطات اللبنانية، كما أطلق حزب الله سراح 17 جندياً من جيش لبنان الجنوبي، وأطلق الأخير سراح 45 معتقلاً من منظمة حزب الله من معتقل الخيام، وقد تمت العملية بوساطة ألمانيا.
في العام 1997 جرت اتفاقية تبادل ما بين حكومة إسرائيل والحكومة الأردنية وأطلقت بموجبها الحكومة الأردنية سراح عملاء الموساد الإسرائيلي الذين اعتقلتهم قوات الأمن الأردنية بعد محاولتهم الفاشلة في اغتيال (خالد مشعل) رئيس المكتب السياسي لحركة حماس، فيما أطلقت حكومة إسرائيل سراح الشيخ (أحمد ياسين) مؤسس حركة حماس، والذي كان معتقلاً في سجونها منذ العام 1989 وكان يقضي حكماً بالسجن مدى الحياة.
في 26 يونيو 1998 م قامت السلطات الإسرائيلية بإعادة 40 جثة لشهداء لبنانيين وإطلاق سراح 60 معتقلاً لبنانياً (منهم 10 معتقلين كانوا محتجزين في السجون الإسرائيلية و50 آخرين من سجن الخيام)، وقد تم إخراج جثث 38 مقاتلا من المقابر وجثتين من مشرحة أبو كبير إحداهما جثة (هادى نصر الله) نجل الأمين العام لحزب الله حسن نصر الله، وبالمقابل سلم حزب الله رفات الرقيب (إيتامار إيليا) من وحدة الكوماندوز في سلاح البحرية في القسم العسكري في مطار اللد والذي قتل معه 11 ضابط وجندي إسرائيلي آخرين من الكوماندوز البحري خلال مهمة خاصة في لبنان.

### عقد 2000

#### 2003
في العام 2003 أفرجت إسرائيل عن رفات عنصرين من حزب الله هما (عمار حسين حمود وغسان زعتر)، مقابل السماح للوسيط الألماني بزيارة العقيد (إلحنان تانينباوم) المحتجز لدى منظمة حزب الله اللبنانية.

#### 2004
في 29 يناير 2004 صفقة تبادل جديدة ما بين حزب الله وحكومة إسرائيل عبر الوسيط الألماني، أفرجت إسرائيل بموجبها عن (462) معتقلاً فلسطينياً ولبنانياً منهم 30 أسيراً عربياً وهم 24 لبناني، كان أشهرهم القيادي في حزب الله الشيخ (عبد الكريم عبيد) الذي اختطفه الإسرائيليون من لبنان في العام 1989، و(مصطفى ديراني) الذي اختطفه الإسرائيليون في العام 1994، و 6 أسرى عرب ولم يكن من ضمنهم أي أسير مصري أو أردني أو من الجولان السورية، كما أفرج خلالها عن المواطن الألماني (ستيفان مارك)، الذي اتهمته إسرائيل بالانتماء لحزب الله وأنه كان ينوي القيام بعملية ضد إسرائيل، كما أعادت جثث تسعة وخمسين مواطناً لبنانياً، والكشف عن مصير أربعة وعشرين مفقوداً لبنانياً وتسليم خرائط الألغام في جنوب لبنان وغرب البقاع.
كما أفرج بموجبها عن 431 فلسطينياً من الضفة الغربية وقطاع غزة، لم تتضمن أي من الأسرى العرب في داخل أراضي عام 1948، أو من أسرى القدس، وجميع من أفرج عنهم باستثناء 20 أسير كانوا قد اعتقلوا خلال انتفاضة الأقصى 2000، كما أن القائمة تتضمن 60 معتقلاً إدارياً والباقون شارفت محكومياتهم على الانتهاء.
وبالمقابل أفرج حزب الله عن قائد في الجيش الإسرائيلي هو (إلحنان تانينباوم) ورفات 3 جنود إسرائيليين هم (آدي أفيتام وبيني أفراهام والدرزي عمر سويد) كانوا قد قتلوا في أكتوبر عام 2000 م.
ومن الجدير ذكره أن إسرائيل رفضت أن تتضمن هذه الصفقة إطلاق سراح الأسير اللبناني (سمير القنطار) الأسير منذ 22 إبريل عام 1979 م، وربطت ذلك بمعرفة مصير الطيار الإسرائيلي (رون آراد) الذي أسقطت طائرته عام 1986 م.
بتاريخ 5 ديسمبر 2004 أفرجت الحكومة المصرية عن الجاسوس الإسرائيلي (عزام عزام) وبالمقابل أفرجت الحكومة الإسرائيلية عن (6 طلاب مصريين) كانوا معتقلين لديها، ووفقاً لهذه التفاهمات أيضاً أطلقت إسرائيل بتاريخ 28 ديسمبر 2004 سراح 165 أسير فلسطيني كانوا قد اعتقلوا خلال انتفاضة الأقصى (باستثناء أسير واحد كان قد أٌسر في العام 1999)، منهم 52 معتقل كانوا معتقلين بسبب دخولهم إسرائيل بدون تصريح عمل، والباقون من ذوي الأحكام الخفيفة وممن شارفت محكومياتهم على الانتهاء.

#### 2007
بتاريخ 15 أكتوبر 2007 م عملية تبادل محدودة جرت ما بين حزب الله وإسرائيل، حيث استعادت بموجبها إسرائيل جثة أحد مواطنيها وتقول أنه مدني من اليهود الفلاشا وصياد جرفته مياه البحر إلى الشواطئ اللبنانية ووصل لأيدي حزب الله، فيما استعاد حزب الله جثتي مقاتلين من حزب الله هما (محمد يوسف عسيلي / ذو الفقار ومحمد دمشقية) اللذان قتلا خلال حرب تموز من عام 2006 م، وأفرجت إسرائيل عن المواطن (حسن عقيل) الذي اعتقلته القوات الإسرائيلية خلال حرب تموز.

#### 2008
بتاريخ 8 يونيو 2008، أطلقت إسرائيل سراح الأسير (نسيم نسر) وتعيده إلى لبنان بعد أن أمضى في السجن ستة سنوات أتهم فيها بالتجسس لصالح حزب الله، وبالمقابل حزب الله اللبناني أعاد لإسرائيل أشلاء لجثث تعود لأربعة جنود إسرائيليين قتلوا خلال حرب تموز عام 2006 م، وكانت تلك اشلاء داخل أكياس صغيرة ووضعت في النعش الذي نقل إلى إسرائيل.
كما تم تبادل الأسرى بين إسرائيل وحزب الله بتاريخ 16-7-2008, أعاد حزب الله جثتي الجنديين الإسرائيليين (الدار ريغيف واهود غولدسوار) إلى إسرائيل وسلمها تقريرا حول الطيار المفقود (رون اراد)، مقابل أطلاق إسرائيل لسراح (سمير القنطار) و(4) أخرين من مقاتلي حزب الله، وتسليم لبنان عشرات الجثث والرفات لمقاتلين فلسطينيين وعرب، منهم (8) جثث لرجال حزب الله سقطوا خلال حرب تموز عام 2006م، وتسليمها أيضا لتقرير به معلومات تتعلق بالدبلوماسيين الإيرانيين الاربعة المفقودين؛ كما أنه وبعد تنفيذ الصفقة يتم إطلاق سراح أسرى فلسطينيين ويكون تحديد هوياتهم وأعدادهم من قبل إسرائيل فقط وحصريا.

### عقد 2010
عرفت بأسم صفقة شاليط ولدى حماس بصفقة وفاء الأحرار ولدى إسرائيل إغلاق الزمن تمت بتاريخ 11 أكتوبر 2011 بوساطة مصرية وقد إفرج عن 1000 أسير و 50 أسيرة من السجون الإسرائيلية مقابل الجندي الإسرائيلي المحتجز لدى حماس جلعاد شاليط ونفذت عن مرحلتين:
المرحلة الاولي يتم فيها الإفراج عن 477 أسيرا وأسيرة بالتزامن مع إطلاق شاليط وتسليمه للسلطات المصرية ومن ثم لإسرائيل
المرحلة الثانية تمت بعد نحو شهرين من تنفيذ المرحلة الأولى وستفرج إسرائيل بموجبها عن 550 أسيرا آخرين، ليسدل بذلك الستار عن أكبر صفقة تبادل بين الفلسطينيين وإسرائيل منذ العام 1985.